# Epiplema lypera
Epiplema lypera är en fjärilsart som beskrevs av Willie Horace Thomas Tams 1935. Epiplema lypera ingår i släktet Epiplema och familjen Uraniidae. Inga underarter finns listade i Catalogue of Life.